# 圣马丹德瑞耶
圣马丹德瑞耶（法語：Saint-Martin-de-Juillers，法語發音：[sɛ̃ maʁtɛ̃ də ʒɥije]）是法国滨海夏朗德省的一个市镇，位于该省东部，属于圣让当热利区。

## 地理
圣马丹德瑞耶（45°56'34"N, 0°21'38"W）面积8.38 平方千米，位于法国新阿基坦大区滨海夏朗德省，该省份为法国西部滨海省份，北起旺代省，西临大西洋，南至吉倫特省，东南接多爾多涅省，东北接德塞夫勒省接壤，东临夏朗德省。
与圣马丹德瑞耶接壤的市镇（或旧市镇、城区）包括：拉布鲁斯、谢博尼耶尔、日布尔讷、圣皮埃尔德瑞耶。

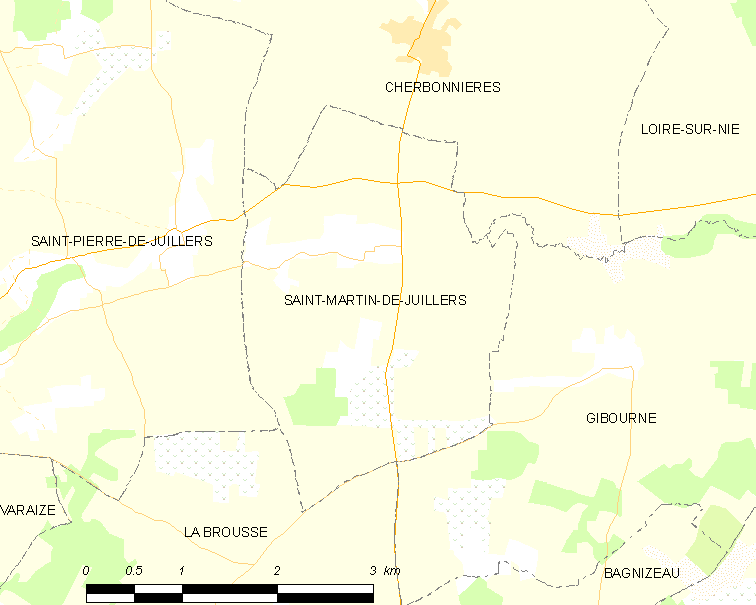
圣马丹德瑞耶的OSM定位图

圣马丹德瑞耶的时区为UTC+01:00、UTC+02:00（夏令时）。

## 行政
圣马丹德瑞耶的邮政编码为17400，INSEE市镇编码为17367。

## 政治
圣马丹德瑞耶所属的省级选区为马塔县。

## 人口

1962-2008年间圣马丹德瑞耶人口变化图示

圣马丹德瑞耶于2022年1月1日时的人口数量为152人。